# Olga Szargina
Olga Szargina (ur. 24 lipca 1996) – rosyjska lekkoatletka specjalizująca się w chodzie sportowym. 
W 2013 została mistrzynią świata juniorów młodszych w chodzie na 5000 metrów. W 2015 zdobyła srebrny medal juniorskich mistrzostw Europy.

## Osiągnięcia
| Rok  | Impreza                               | Miejsce    | Konkurencja      | Pozycja    | Wynik    |
| ---- | ------------------------------------- | ---------- | ---------------- | ---------- | -------- |
| 2013 | Mistrzostwa świata juniorów młodszych | Donieck    | chód na 5000 m   | 1. miejsce | 22:13,91 |
| 2014 | Mistrzostwa świata juniorów           | Eugene     | chód na 10 000 m | –          | DQ       |
| 2015 | Mistrzostwa Europy juniorów           | Eskilstuna | chód na 10 000 m | 2. miejsce | 44:01,08 |